# Hlásnice (Olomouc)
Hlásnice é uma comuna checa localizada na região de Olomouc, distrito de Olomouc.